# ベローシュカ・グレイン
ベローシュカ・グレイン（Veroeshka Grain、1990年12月11日 - ）は、南アフリカ共和国の女子ラグビー選手。

## プロフィール
- 南アフリカ出身[1]。
- ポジションはフランカー(FL)。
- 身長 165cm、体重 62kg

## 略歴
2024年、パリ五輪の7人制女子南アフリカ共和国代表に選ばれた。